# Abrodictyum kalimantanense
Abrodictyum kalimantanense är en hinnbräkenväxtart som först beskrevs av Kunio Iwatsuki och M. Kato, och fick sitt nu gällande namn av Ebihara och K. Iwats. Abrodictyum kalimantanense ingår i släktet Abrodictyum och familjen Hymenophyllaceae. Inga underarter finns listade.